# Lajes das Flores
Lajes das Flores is een gemeente in het Portugese autonome gebied en eilandengroep Azoren op het meest westelijke eiland van Europa, Flores.
De gemeente heeft een totale oppervlakte van 70 km² en telde 1502 inwoners in 2001.

## Plaatsen
- Fajã Grande
- Fajãzinha
- Fazenda
- Lajedo
- Lajes das Flores
- Lomba
- Mosteiro